# Ernst-Schröder-Zentrum
Das Ernst-Schröder-Zentrum (ESZ) widmet sich der Begrifflichen Wissensverarbeitung mit Hilfe der Formalen Begriffsanalyse, einem Spezialgebiet der mathematischen Ordnungstheorie. Das ESZ wurde 1993 von Rudolf Wille an der Technischen Universität Darmstadt (TUD) als eingetragener Verein unter dem Namen Ernst Schröder Zentrum für Begriffliche Wissensverarbeitung e. V. gegründet. Mit dieser Namensgebung wird an Ernst Schröder erinnert, der von 1874 bis 1876 Professor der Mathematik an der Technischen Hochschule Darmstadt war. Er hat mit seinem dreibändigen Hauptwerk zur Algebra der Logik eine der Grundlagen für die Begriffliche Wissensverarbeitung geschaffen. In der englischsprachigen Literatur wird das ESZ häufig auch referenziert als „Ernst Schröder Center for Conceptual Knowledge Processing“.

## Ziele
Im Ernst-Schröder-Zentrum haben sich Human-, Sozial- und Informationswissenschaftler, Mathematiker und Informatiker zusammengefunden und sich zum Ziel gesetzt, einem drohenden Abbau kognitiver Autonomie durch Wissens- und Informationssysteme, die vom Menschen nicht mehr kontrollierbar sind, entgegenzuwirken. Sie befürworten deshalb Methoden und Instrumente begrifflicher Wissensverarbeitung, die Menschen im rationalen Denken, Urteilen und Handeln unterstützen und den kritischen Diskurs fördern.

## Aufgaben
In seiner Satzung legt das ESZ fest, Ausbildung, Forschung, Entwicklung und Anwendung auf dem Gebiet der Begrifflichen Wissensverarbeitung zu fördern. Dazu werden Seminare, Tagungen sowie Aus- und Fortbildungskurse veranstaltet. Grundsätzlich geht es dem Zentrum um kritische Bestandsaufnahme, Entwicklung und Vermittlung von Ergebnissen, Methoden, Verfahren und Programmen der Begrifflichen Wissensverarbeitung. Konkrete Aufgaben sind:
- Durchführung von Seminaren, Tagungen sowie Aus- und Weiterbildungs-Veranstaltungen zur Begrifflichen Wissensverarbeitung und deren Grundlagen
- Kritische Bestandsaufnahme, Entwicklung und Präsentation von Ergebnissen, Methoden und Software der Begrifflichen Wissensverarbeitung
- Analyse und Beratung mit Methoden der Begrifflichen Wissensverarbeitung
- Bearbeitung und Vermittlung von Forschungs- und Entwicklungsprojekten im Bereich Begrifflicher Wissensverarbeitung

## Aktivitäten
Das ESZ führt jährlich vier wissenschaftliche Veranstaltungen durch. Diese werden in Form von Kolloquium mit Seminar aus dem Gebiet der Formalen Begriffsanalyse und benachbarter Gebiete wie Philosophie, Informatik und Didaktik der Mathematik abgehalten. Weiter finden bei Bedarf Fortbildungskurse und Tagungen statt. Zahlreiche bekannte Forscher haben am ESZ referiert wie Karl-Otto Apel und Joseph Weizenbaum.

Mit Stand 2013 führt die Liste der Arbeiten aus der Forschungsgruppe Begriffsanalyse des ESZ über 400 Titel auf.

## Rechtsform
Das ESZ ist ein eingetragener gemeinnütziger Verein, der durch einen Kooperationsvertrag mit der Technischen Universität Darmstadt verbunden ist. Es unterstützt die TU Darmstadt in Lehre und Forschung.